# Chojnice
Chojnice (← poloneză, AFI: [xɔjˈnit͡sɛ], cașubiană Chònice, germană Konitz) este un oraș din voievodatul Pomerania, Polonia, reședința powiatului chojnicki. Are o populație de 39.716 de locuitori și suprafață de 21,05 km². Este situat în apropierea Pădurii Tucholei. Înainte de 1999, a făcut parte din voievodatul Bydgoszcz.
Chojnice se află în partea sud-vestică a Cașubiei respectiv a Pomeraniei Orientale. Orașul este un nod feroviar important și se află la încrucișarea unor drumuri naționale și voievodale importante. Alături de orașul Człuchów, deține și rolul de centru economic al părții sud-vestice al voievodatului Pomerania.

## Geografie
Chojnice este situat în Districtul Lacurilor Pomeraniene, în partea vestică a Pădurii Tucholei. În împrejurimile orașului se află patru lacuri de mărime semnificativă: Lacul Charzykowskie (13,6 km²), Lacul Karsińskie (6,79 km²), Lacul Ostrowite (2,81 km²) și Lacul Dybrzyk (2,17 km²).În vecinătatea orașului se află Parcul Național Pădurea Tucholei și Parcul Peisagistic Zaborski .
În intravilanul orășenesc există două parcuri – Park Tysiąclecia, redusă ca suprafață, situat la sud de centrul istoric al  Chojnicei, și Las Miejski (Pădurea Orășenească), care a fost în trecut o parte a Pădurii Tucholei. Orașul are de asemenea câteva grădini publice și izlazuri.
Orașul se întinde pe câteva coline de altitudine redusă și nu este străbătut de niciun râu sau fluviu.
Coordonatele geografice ale orașului Chojnice sunt: 53°42′N 17°33′E / 53.700°N 17.550°E.

## Istorie
Hermann von Balk, cavaler teuton este considerat fondatorul localității Chojnice, iar fondarea însăși a avut loc probabil în jurul anului 1230. Prima atestare documentară datează din anul 1275. Până la 1466 orașul a aparținut statului monastic al cavalerilor teutoni, când a fost anexat împreună cu întreaga Pomeranie Orientală (atunci „Prusia Regală”) de către Polonia în urma celui de-al doilea tratat de la Toruń. Sub autoritatea teutonă, Chojnice a devenit un important centru al producției textile.
În perioada evului mediu, în apropierea orașului au avut loc două bătălii între ordinul teutonic și statul polonez :prima bătălie de la Chojnice, în anul 1454, soldată cu învingerea teutonilor și cea de-a doua bătălie de la Chojnice din 1466, cu învingerea Poloniei.
Prusia Regală, făcând parte din Polonia s-a bucurat de o autonomie extinsă, aceasta a permis consiliului orășenesc din Chojnice să adopte în anul 1555 reforma lui Luther. Protestanții au obținut controlul asupra bisericii care astăzi este cunoscută sub denumirea de Bazilica Minoră. Iezuiții, în 1620 au încercat să lupte împotriva acestor schimbări în organizarea confesională a orașului, făra a reuși să-și atingă scopul.
Trei incendii au distrus o mare parte a orașului – primul în 1627, cel de-al doilea în 1657, cel de-al treilea în 1742. Între timp, în 1656, a avut loc  bătălia de la Chojnice în timpul invaziei suedeze, un război între Polonia-Lituania și Regatul Suedia. În anul 1772, în urmă primei împărțiri a Poloniei, orașul a devenit  parte a Prusiei, din acest an se restabilește numele teutonic Konitz.
Konitz a cunoscut o amplă dezvoltare în decursul secolului XIX. În 1864 s-a construit prima rețea de telegrafie, care racorda orașul de Stettin. Prima linie de cale ferată ce lega orașul de Schneidemühl a fost dată în folosință în 1871, apoi Konitz a devenit un nod feroviar important, fiind legat prin linii de cale ferată cu Dirschau (1873), Stettin (1887), Nakel (1894) și Berent (1902).În anul 1870 s-a pus în funcțiune centrala electrică , în 1886 se construiește spitalul orășenesc, iar în 1909 s-a alimentat orașul cu apă.
După Primul Război Mondial orașul a fost înglobat în a doua Republică Poloneză și încă o dată a fost redenumit Chojnice. Forțele armate poloneze au întrat în oraș la data de 31 ianuarie 1920. Frontiera statală între Polonia și Republica de la Weimar a fost stabilită la 2 km  de centrul  Chojnice-ului (în zilele noastre, aceeași linie de demarcație reprezintă hotarul dintre powiatele chojnicki și człuchowski).În perioada interbelică, orașul era traversat de principala șosea care  făcea legătura dintre Germania și Prusia Orientală.
La data de 1 septembrie 1939 Chojnice a fost atacat de către forțele germane,a fost printre primele orașe poloneze care au avut de suferit în urma agresiunii naziste. Apărarea orașului a durat câteva ore, începându-se la primele ore ale dimineții și terminându-se seara cu bătălia de la Krojanty. Mulți locuitori din Chojnice (redenumit Konitz) au fost uciși în Valea Morții în apropierea orașului. Datorită faptului că Konitz a fost sub guvernarea directă a Germaniei, germanizarea forțată a populației în perioada ocupației a fost deosebit de intensă. La 14 februarie 1945 Armata Roșie a intrat în oraș,  suprimând ocupația nazistă.
După cel de-al Doilea Război Mondial locuitorii orașului s-au concentrat asupra reconstrcției orașului și ameliorarea calității infrastructurilor. Cu anul 1959, începe dezvoltarea industriei și învățământului; suprafața intravilanului orașului Chojnice a fost considerabil crescută.Tot în această perioadă s-au construit  școli și grădinițe noi. După schimbările politice din 1989, multe companii industriale locale au ajuns în stare de faliment, fenomen ce a cauzat sporirea numărului șomerilor în oraș. În prezent se observă o dezvoltare vertiginoasă a orașului, în mare parte datorită noului statut administrativo-economic, pe care Chojnice l-a dobândit în urma  reformei administrative a Poloniei din 1999.

## Populație
Conform recensământului din 2002, Chojnice avea o populație de 39.448 locuitori, din care 20.563 au fost femei, iar 18.885 - bărbăți. Densitatea populației a fost 1.884,6 de locuitori pe un kilometru pătrat. Conform estimărilor Primăriei, numărul locuitorilor a crescut și a depășit nivelul de 40.000.
În 2006, 3.166 de persoane au fost înregistrate ca șomerii.

## Transport

### Transport urban
Regia Urbană de Comunicație (poloneză Miejski Zakład Komunikacji, MZK) operează rețeaua orășenească de transport, dând în circulație opt linii de autobuze. Există și câteva companii de taxi.

## Orașe înfrățite
- Bad Bevensen, Germania din  2003
- Bayeux, Franța din  2007
- Emsdetten, Germania din  1994
- Korsun-Șevcenkivskîi, Ucraina din  2004
- Mazîr, Belarus din  2002
- Waalwijk, Țările de Jos din  2001